# Amaurobioides maritima
Amaurobioides maritima là một loài nhện trong họ Anyphaenidae.
Loài này thuộc chi Amaurobioides. Amaurobioides maritima được Octavius Pickard-Cambridge miêu tả năm 1883.